# St. Gertraud (Bozen)

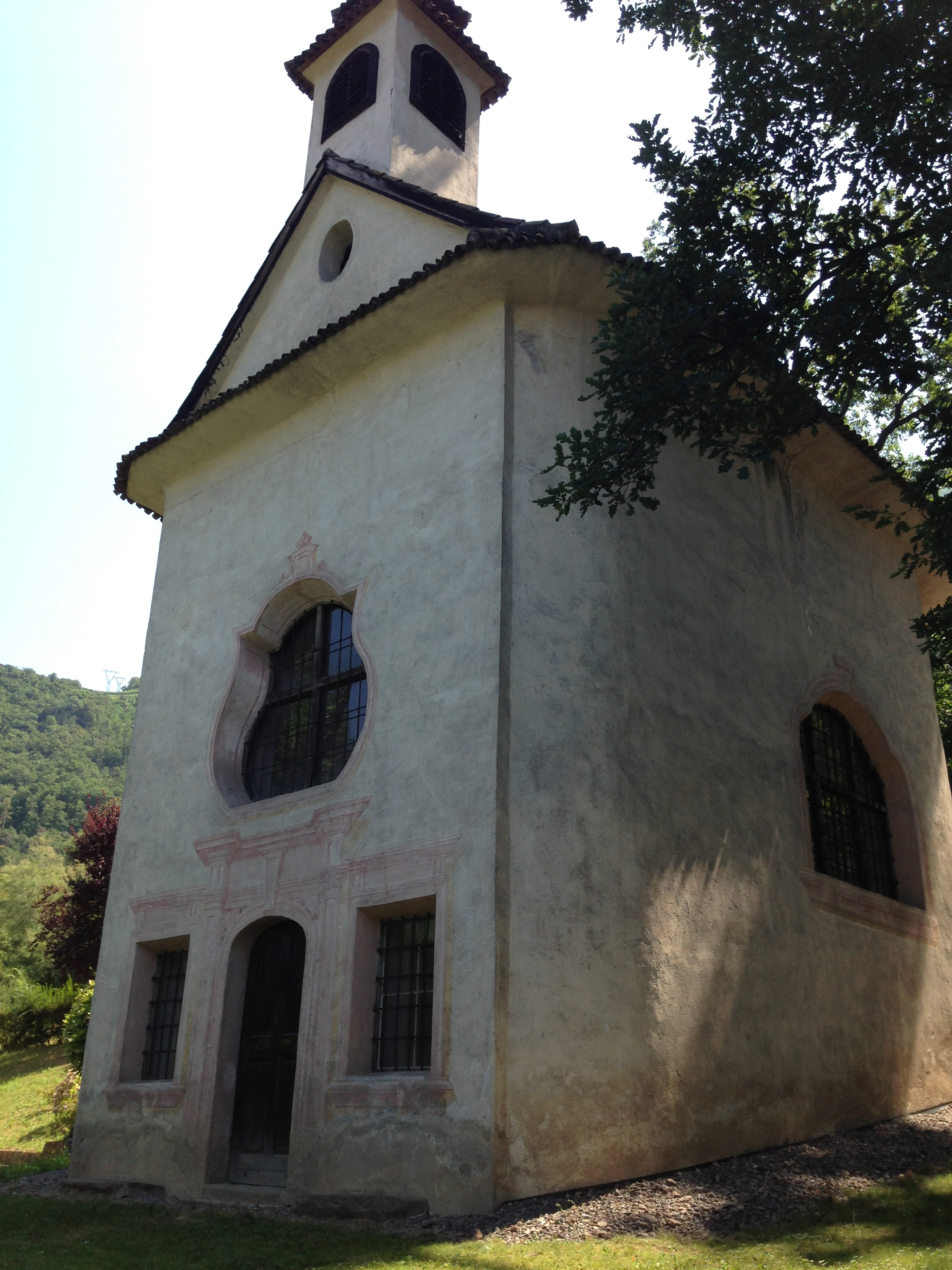
Bozen, St. Gertraud

St. Gertraud in Haslach ist eine römisch-katholische Kapelle in Bozen (Stadtteil Oberau-Haslach), die der hl. Gertrud von Nivelles gewidmet ist. Der ursprüngliche Kirchenbau, eine Filialkirche der Pfarre Bozen, wird ersturkundlich bereits 1314 sowie 1364 als „ecclesia sancte Gedrudis virginis in Haslach“, jeweils anlässlich testamentarischer Lichtstiftungen, genannt. Die Kirche wurde 1445 erneuert und 1495 neu geweiht; um 1450 wird sie in einer Denkschrift des Bozner Kirchpropsts Christof Hasler d. J. als „Sand Gedrautten kirchen“ bezeichnet. Im Jahr 1778 ließ der Bozner Bürger Johann von Zeno den Kirchenbau leicht versetzt in spätbarock-früklassizistischen Formen völlig neu aufführen und mit Deckengemälden von Carl Henrici ausmalen. Von letzterem stammt auch das Ölbild an der Rückwand des Altars, das Maria mit dem Christkind und die Hl. Barbara zeigt. Die Kirche steht seit 1977 unter Denkmalschutz und ist nicht frei zugänglich.
Die 1967 im Stadtviertel Haslach neu begründete Pfarrei St. Gertraud samt dem nahe gelegenen, 1976 von Othmar Barth gestalteten gleichnamigen Gemeindezentrum nahm die Bezeichnung des alten Patroziniums programmatisch auf.